# Mike Schwartz
Mike Schwartz (Boston, ...) è uno sceneggiatore, produttore televisivo e attore statunitense.
Schwartz è principalmente conosciuto per essere stato sceneggiatore e produttore esecutivo della serie Scrubs - Medici ai primi ferri dal 2001 al 2007, dove è anche apparso varie volte come guest-star nel ruolo di Lloyd Slawski. 

## Carriera
Altre serie a cui ha preso parte come sceneggiatore sono Bored to Death - Investigatore per noia, Saturday Night Live, Ed e Big Lake. 